# Дугий Дол
45°21′ пн. ш. 15°34′ сх. д. / 45.35° пн. ш. 15.56° сх. д.
Дугий Дол (хорв. Dugi Dol) — населений пункт у Хорватії, у Карловацькій жупанії у складі громади Крняк.

## Населення
Населення за даними перепису 2011 року становило 94 осіб.
Динаміка чисельності населення поселення: